# 追い越し野郎
『追い越し野郎』（おいこしやろう、イタリア語: Il sorpasso / 英語: The Easy Life）は、1962年製作、ディーノ・リージ監督のイタリアのカルト映画である。イタリア式コメディの時代の1作である。

## 概要
同作は、1960年代初頭のイタリアを描く心に訴えるポートレートであり、「経済的奇跡」（ローカルなメディアがブームを巻き起こしたという点）が、家族中心的社会から、個人的で消費的でより浅いものへと、国家を変容させることをスタートしたときだった。
リージ監督は、異なる結末を考えていた。ブルーノはロベルトに殺されるというものだが、予算の関係で撮影されなかった。このドラマティックなエンディングで、ガスマンはモーターウェイの警官に、自分がロベルト（ジャン＝ルイ・トランティニャンの役名）の「姓」を知らないと言う。確かにロベルトは「姓」に言及していない。ロベルトのアパートで自己紹介したとき、その臆病な声はブルーノ（ガスマンの役名）のカラフルで大きな声のあいさつにかき消され、聴き損なってしまったのだ。
同作の影響力は大きく、デニス・ホッパーは『追い越し野郎 The Easy Life』にインスパイアされて、『イージー・ライダー Easy Rider』を同じようにポピュラー・ソング山盛りで監督し、近年の映画『モーターサイクル・ダイアリーズ』の脚本（監督ウォルター・サレス、脚本ホセ・リベラ）にも影響を与えた。また、アルベルト・ソルディがほぼキャスティングされていたのだが、実現しなかった。同作を製作しなかったディノ・デ・ラウレンティスと排他的契約をすで結んでいたからである。
なお、劇中でヴィットリオ・ガスマンが運転していたのは、「ランチア・アウレリア B24スポーツ」である。

## あらすじ
煙にかすみ、夢見がちな、太陽に灼けつくローマの8月のある午後、臆病で真面目な法学生ロベルト（ジャン＝ルイ・トランティニャン）は、部屋の窓の下にランチア・アウレリア・コンヴェルティブレで現れた、40がらみのブルーノ（ヴィットリオ・ガスマン）という名の男に些末なことを頼まれる。一本電話をかけてくれないか、と。
この若者はブルーノに、上がってきて自分で電話をかけるように言い、友人たちにコンタクトしそこなった（会う約束に一時間まるまる遅れていた）あと、ブルーノは一杯飲みに誘うことでロベルトへの礼を返すことにこだわった。その日は勉強にも飽きていたので、若者は誘いにオーケーした。
アウレリア街道（ブルーノのクルマと同じ名まえをもつローマ街道）を流しはじめ、そこでロベルトは、ふだんはなにもないはずのさりげない悪意から離れることに気が進まないというか、離れられなくなっていた。
ブルーノは、声がデカく、直接的で、すこし雑で、話にゲタを履かせるほどの自慢家だが、魅力的で好かれる男だ。いっぽうロベルトは、完全にその対極にあり、彼の衝動的で呑気な態度に惹きつけられるのを感じた。
ラツィオ州とトスカーナ州の海岸をのぼりくだりする2日間のうちに、2人の男たちは、おたがいからなにかを学ぶことができた。ロベルトは、自分の子ども時代が、自分がつねに維持しているよりは輝かしいものではなかったことを初めて知り、ブルーノの結婚の失敗について知り、ブルーノが偽っている半分ほども呑気ではないんだと、ブルーノの娘が実感していることを知る。
ふたりの友情と男の絆は短く終わる。ロベルトに勧められ、ブルーノは危険な運転を試み、結果としては事故になる。若者はクルマとともに岩だらけの崖から転落し、血まみれでショックを受けたブルーノが曲がり角の先に残された。いっしょに過ごした時間は、若者の姓すら尋ねないような短い時間だったと思い知る。

## 受賞歴
- イタリア映画記者組合選出ナストロ・ダルジェント賞（Nastro d'Argento）
  - 最優秀主演男優賞（Migliore Attore Protagonista）受賞（ヴィットリオ・ガスマン）

- マール・デル・プラタ国際映画祭
  - 最優秀監督賞受賞（ディーノ・リージ）

## 関連事項
- 1964年の日本公開映画

## 註
1. ↑  「モーターサイクル・ダイアリーズ: プロダクション・ノート」の記述を参照。